# Montarlot
Montarlot is een plaats en voormalige gemeente in het Franse departement Seine-et-Marne in de regio Île-de-France en telt 227 inwoners (1999).

## Geschiedenis
Montarlot maakte tot 22 maart 2015 deel uit van het kanton Moret-sur-Loing. Op die dag werd het kanton opgeheven en de gemeente werd opgenomen in het kanton Montereau-Fault-Yonne. Op 1 januari 2016 fuseerde de gemeente met de Épisy en het een jaar eerder gevormde Orvanne tot de commune nouvelle Moret Loing et Orvanne. Op 1 januari 2017 werd ook de gemeente Veneux-les-Sablons hierin opgenomen en werd de naam gewijzigd naar Moret-Loing-et-Orvanne. Deze gemeente maakt deel uit van het arrondissement Fontainebleau.

## Geografie
De oppervlakte van Montarlot bedraagt 5,2 km², de bevolkingsdichtheid is 43,7 inwoners per km².
De onderstaande kaart toont de ligging van Montarlot met de belangrijkste infrastructuur en aangrenzende gemeenten.

## Demografie
Onderstaande figuur toont het verloop van het inwonertal (bron: INSEE-tellingen).